# Lesukite
La lesukite è un minerale.

## Etimologia
Il nome è in onore di Grigorii Ivanovich Lesuke (1935-1995), tecnico russo del dipartimento di cristallografia dell'Università di San Pietroburgo.